# Nandayure (cantão)
Nandayure é um cantão da Costa Rica, situado na província de Guanacaste. Limita ao norte com Nicoya, ao sul com o Oceano Pacífico, ao leste com Puntarenas, e ao oeste com o Hojancha. Possui uma área de 565,59 km² e sua população está estimada em 11.121 habitantes.

## Divisão política
Atualmente, o cantão de Carrillo possui 6 distritos:
|   | Nome do Distrito |
| - | ---------------- |
| 1 | Carmona          |
| 2 | Santa Rita       |
| 3 | Zapotal          |
| 4 | San Pablo        |
| 5 | Porvenir         |
| 6 | Bejuco           |